# Denys Puech

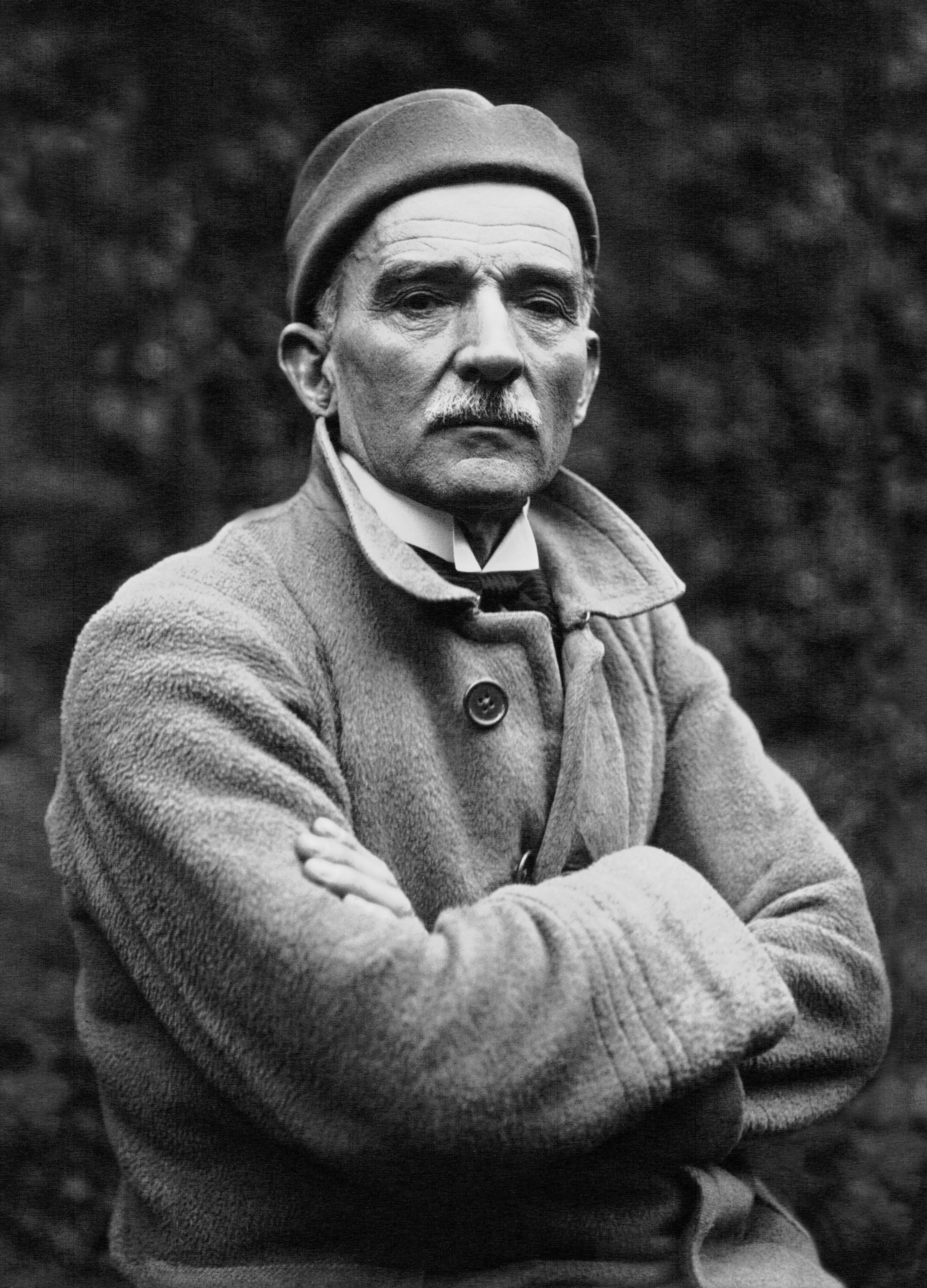
Denys Puech

Denys Pierre Puech (* 3. Dezember 1854 in Bozouls, Département Aveyron; † 9. Dezember 1942 in Rodez, Département Aveyron) war ein französischer Bildhauer.

## Leben
Denys Puech war der Bruder des französischen Politikers Louis Puech. Die Bildhauerei erlernte er bei François Jouffroy, Alexandre Falguière und Henri Chapu. 1881 und 1883 gewann er jeweils den Prix de Rome. In den folgenden Jahren erschuf er unter anderem Marmorbüsten von Jules Ferry (1895), Charles Augustin Sainte-Beuve (1898), Émile Loubet (1901) und Benito Mussolini (1925). Seit 1892 war Puech Professor an der Académie Julian. Zu seinen Schülern gehörten Arthur Lewin-Funcke und der Schweizer Hans Frei. 1903 gründete er in Rodez das Musée Denys-Puech. Puech wurde 1905 Mitglied der Académie des Beaux-Arts. 1908 wurde er Mitglied der Ehrenlegion. Die Académie royale des Sciences, des Lettres et des Beaux-Arts de Belgique nahm ihn 1920 als assoziiertes Mitglied auf. Von 1921 bis 1933 war er Direktor der Académie de France à Rome.
Am 13. Mai 1908 heiratete er die Malerin Anina Gagarine Stourdza (1. Juni 1865; † 14. April 1918).

## Werke (Auswahl)

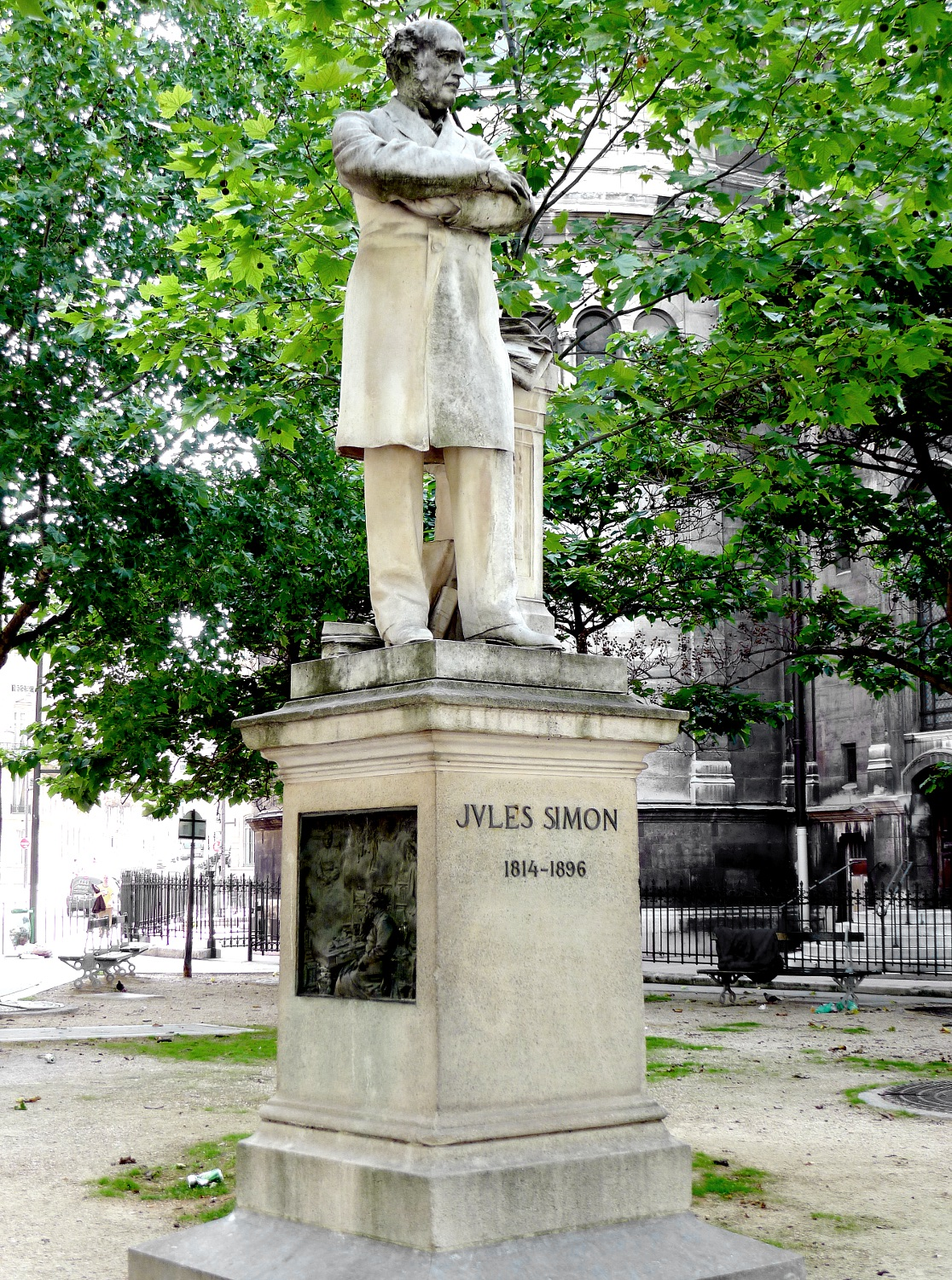
Jules Simon – Place du Guatemala in Paris
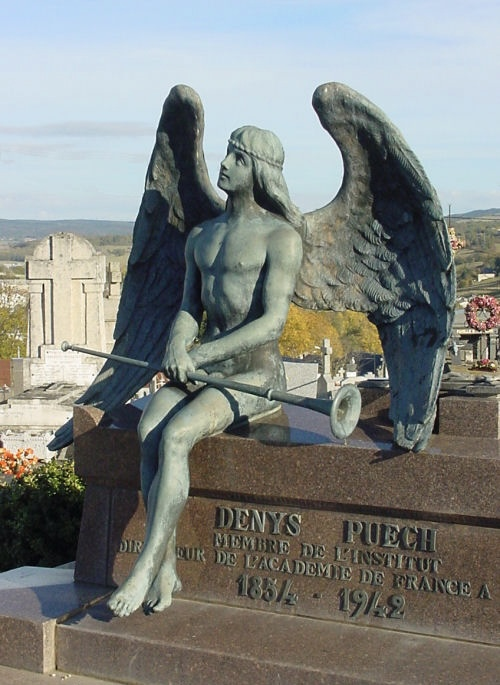
Grabstein Denys Puech
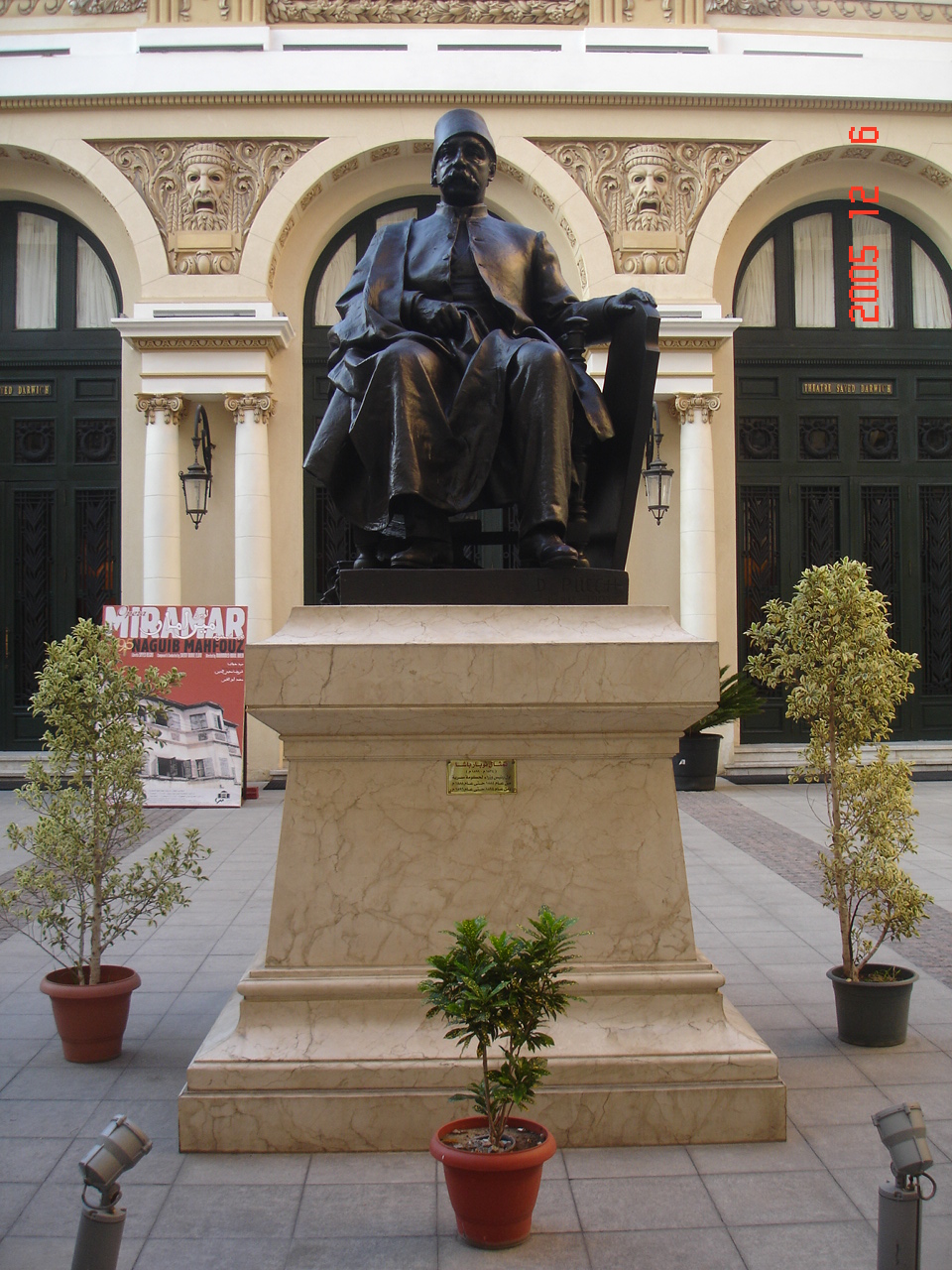
Nubar Pascha
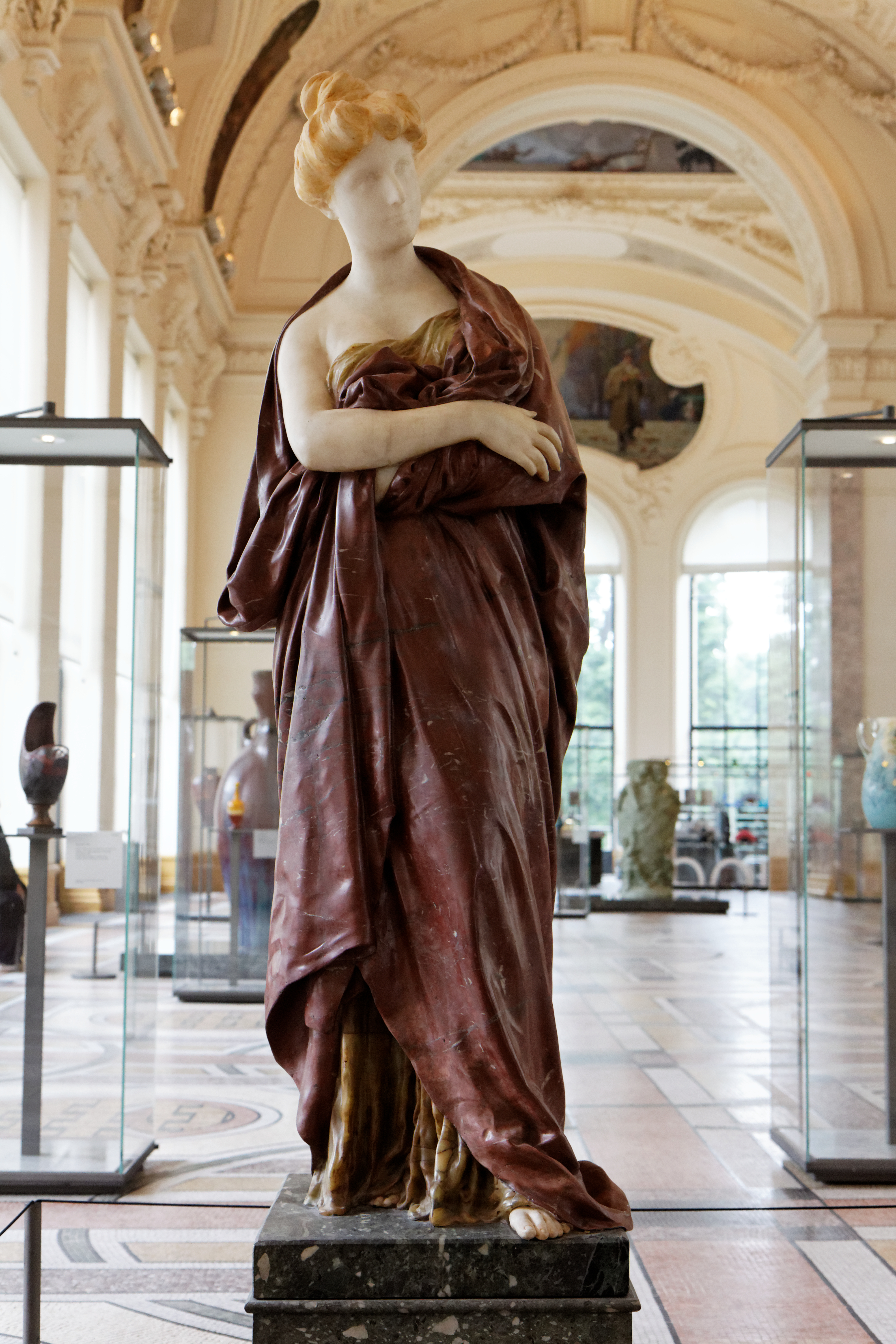
La Pensée, Le Petit Palais
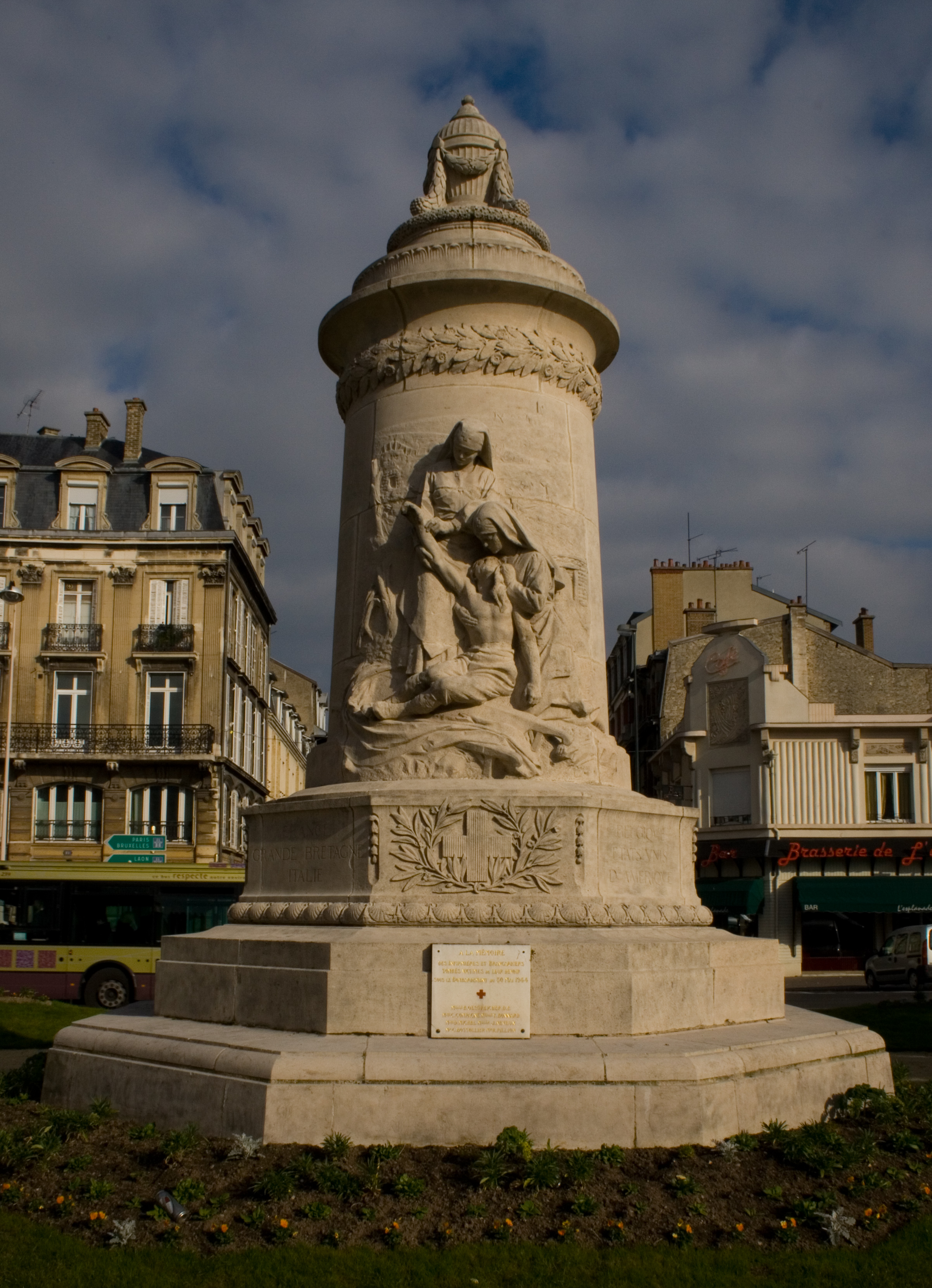
Monument in Reims
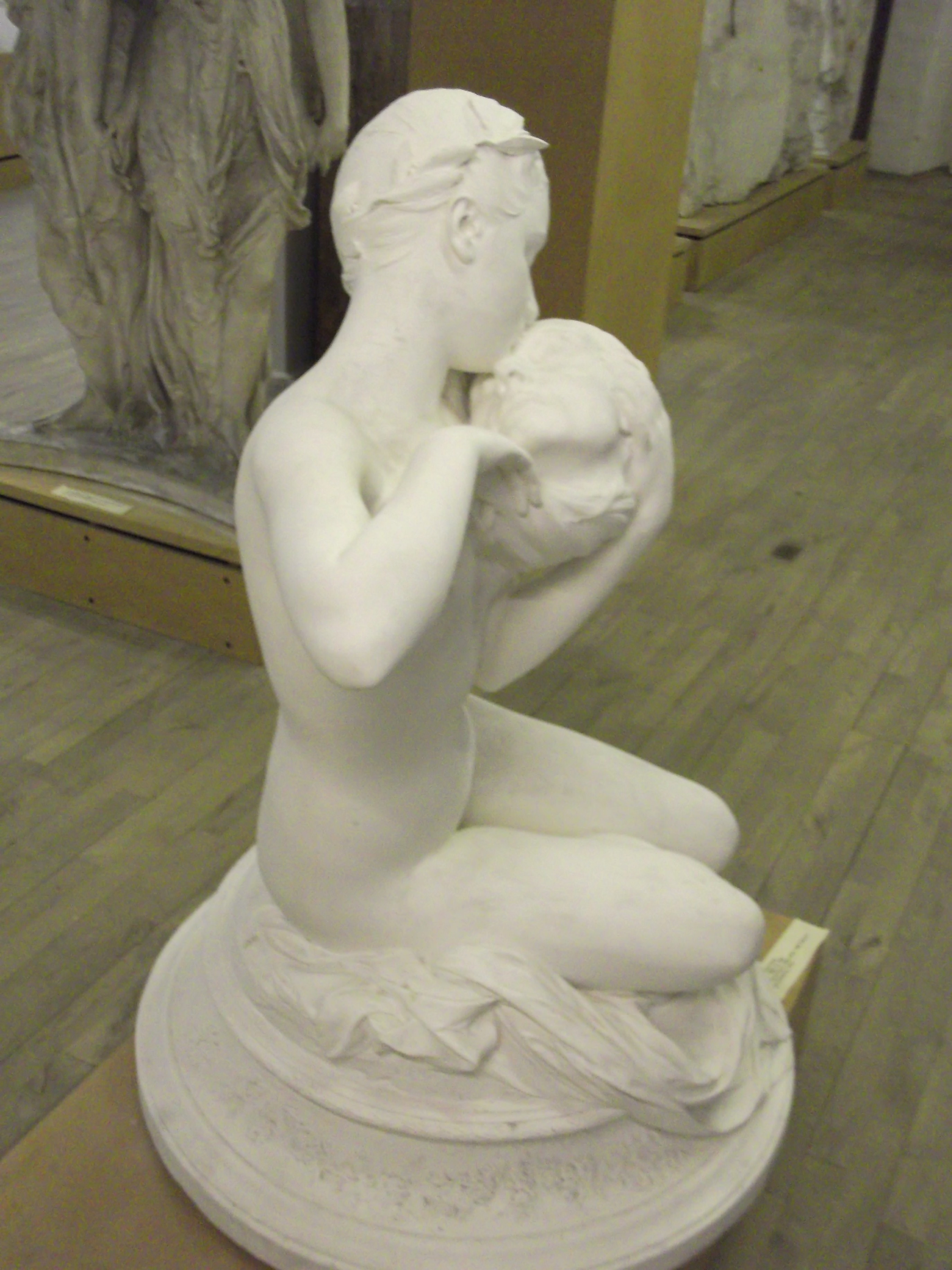
André Chéniers Muse